# HC Lev Praha
HC Lev Praha (celým názvem: Hockey Club Lev Praha) byl český klub ledního hokeje, který sídlil v pražské Bubenči. Klub původně sídlil jednu sezónu ve slovenském Popradě. V roce 2012 byl klub přestěhován do Prahy, kde fakticky ale vznikl nový klub HC Lev Praha. Kari Jalonen tým převzal 10. října 2013 po hlavním trenérovi Václavu Sýkorovi, který z rodinných důvodů požádal o uvolnění z funkce hlavního kouče.
Domácí návštěvnost Lva v základní části 2013/14 byla průměrně 7 161 diváků, byl to tedy nejnavštěvovanější pražský hokejový klub a šestý nejnavštěvovanejší v KHL. 6. finálový zápas dosáhl v O2 areně diváckého rekordu celé KHL, a to 17 073 diváků. 1. července 2014 však po dvou sezónách majitelé klubu oficiálně potvrdili z finančních důvodů neúčast v sezóně 2014/15. Podle akcionářů toto rozhodnutí v budoucnu nijak nevylučuje možnost návratu KHL do Prahy, nezvažují přesunutí týmu do jiného města nebo jiné ligy a KHL v Praze zůstává jejich prioritou. Tým se však už na led nevrátil.
Své domácí zápasy odehrával střídavě v Tipsport areně a O2 areně.

## Historie

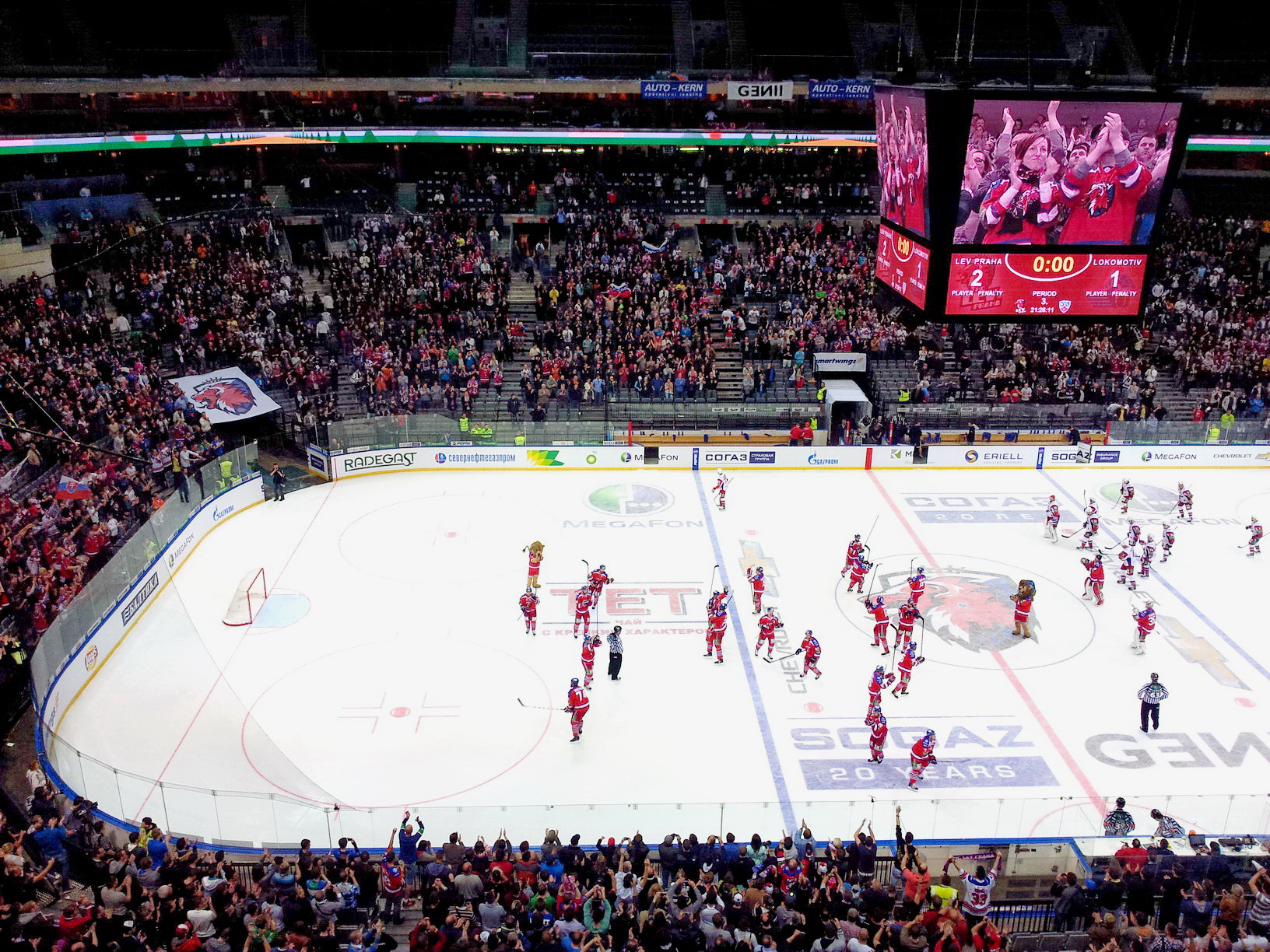
KHL zápas Lva vs. Lokomotiv

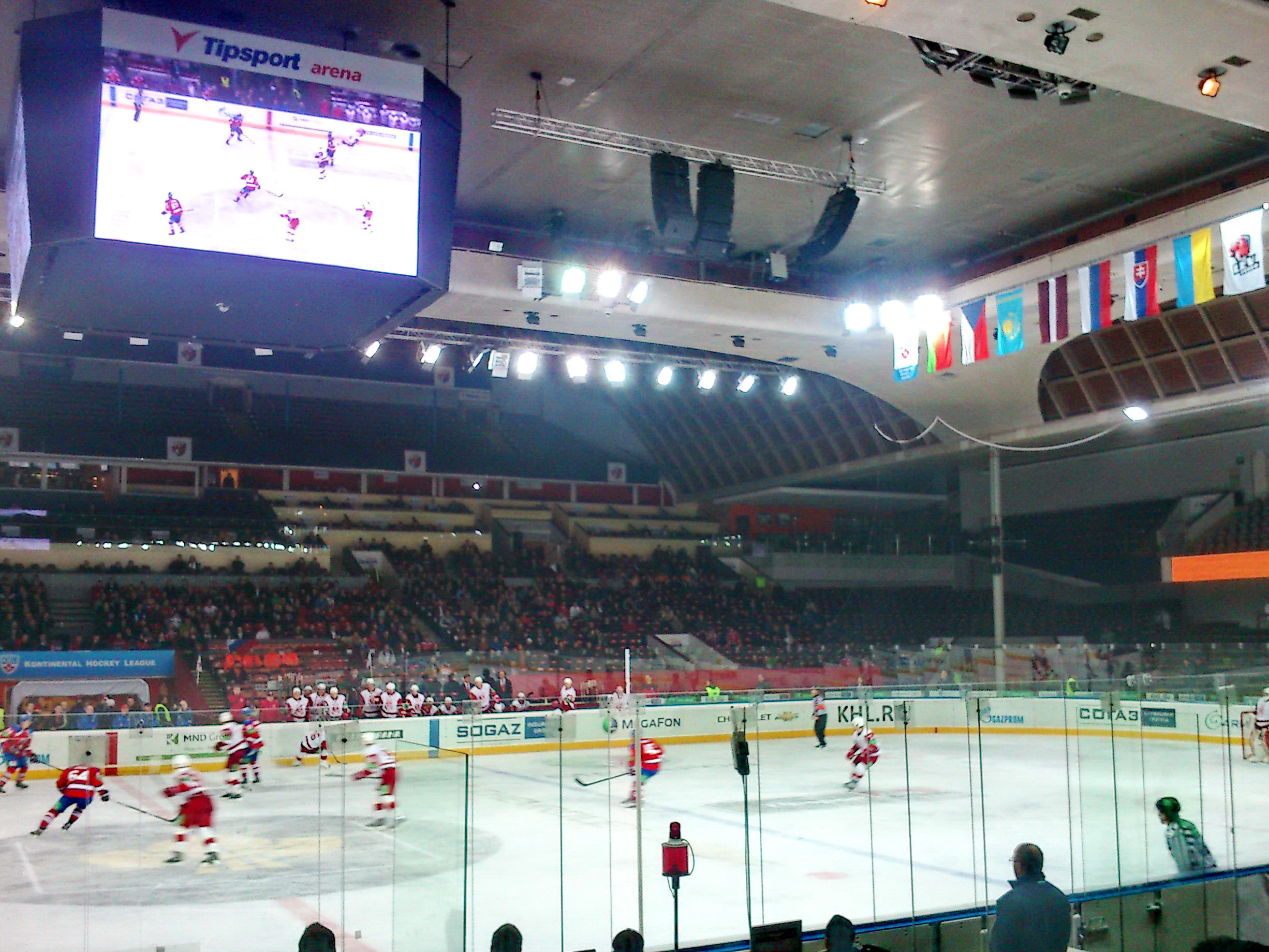
Lvi v Pražské Tipsport Aréně

Klub původně pocházel z Hradce Králové (odtud původní název Lev Hradec Králové). Ke stěhování na Slovensko došlo poté, co Český svaz ledního hokeje zamítl žádost mužstva o povolení účasti v Kontinentální hokejové lize. Všechno skončilo na rozhodnutí představenstva soutěže, že Lev hrát KHL nebude. Největším kandidátem na post trenéra byl Miloslav Hořava. Po rozhodnutí o neúčasti HC Lev v KHL se stal volným trenérem a v říjnu 2010 přijal angažmá v klubu Sparta Praha. Jeho asistentem se stal Radim Rulík, který s ním v této funkci měl spolupracovat již v týmu HC Lev.
V říjnu 2010 Slovenský svaz ledního hokeje přijal HC Lev Poprad za svého řádného člena, čímž se pro HC Lev otevřela nová možnost hrát v sezóně 2011/12 KHL. HC Lev následně podal novou přihlášku do Kontinentální hokejové ligy pro sezónu 2011/12. Prezident KHL Alexander Medveděv tuto skutečnost v únoru 2011 potvrdil a zároveň doplnil, že HC Lev Poprad je jediným kandidátem na rozšíření soutěže pro sezónu 2011/12.
Přihlášku do další kontinentální soutěže, mládežnické MHL, podal celek Tatranskí Vlci, který byl v roce 2012 mládežnickým týmem HC Lev.

### V Praze
Od začátku roku 2012 se začaly objevovat zprávy o tom, že by se KHL přesouvala z Popradu do Prahy. Stěhování se začalo brát vážně až tehdy, kdy klubové vedení v polovině ledna vydalo oficiální prohlášení, že klub sídlí nově v Praze. V březnu 2012 Český svaz ledního hokeje přijal HC Lev Praha za svého řádného člena, čímž se klub definitivně přestěhoval do hlavního města České republiky.
První sezónu v Praze měl Lev hrát původně v libeňské O2 areně, ale poté, co se vedení klubu nedohodlo s majiteli libeňské arény, hrají Pražští Lvi nakonec v holešovické Tipsport areně a v O2 aréně pouze zápasy nejvíce divácky zajímavé.
Tým se hned při své premiéře v sezóně 2012/13 dostal do play-off, kde ale nestačil ve čtvrtfinále na CSKA Moskvu poměrem 0:4 na zápasy a skončil celkově na 15. místě.
Ve své druhé sezóně byl klub ještě mnohem úspěšnější, když si v osmifinále poradil s Medvěščakem Zahřeb nejrychlejším způsobem (4:0 na zápasy). Ve čtvrtfinále vyřadil HK Donbass poměrem 4:2 na zápasy. V semifinále senzačně porazil Lokomotiv Jaroslavl a jako první tým, mimo Ruska, slavil postup do finále. Tam však klub těsně nestačil na Metallurg Magnitogorsk (3:4 na zápasy) a skončíl na 2. místě.

### Konec
V průběhu finále se objevily zprávy, že sponzor Gazprom nebude nadále podporovat Lva. To po konci sezóny potvrdil samotný klub. Podle zpravodajských webů, za náhlé odmítnutí poskytovat peníze, stálo zrušení tendru dostavby jaderné elektrárny Temelín, kde Gazprom měl zájem. Tímto Lev ztratil mohutnou část financí pro pokračování v KHL. Majitelům týmu se nepovedl naplnit rozpočet pro nadcházející sezónu a tým tak 1. 7. 2014 definitivně zanikl.

## Vlastník
Klub vlastnila a provozovala společnost HC LEV , a.s. (IČO 24214892). Společnost vznikla v únoru 2012 a jejím zakladatelem a jediným akcionářem byla společnost ČKD GROUP, a.s. (jejímž jediným akcionářem byla společnost ČKD ASSET, a.s. V září 2012 společnost HC LEV koupila společnost SPORTOVNÍ HOLDING PRAHA, a.s. V období 3. února 2012 - 30. dubna 2013 měla společnost HC LEV tržby ve výši 494 mil. Kč a náklady ve výši 698 mil. Kč.

## Přehled účasti v KHL
Stručný přehled
Zdroj:
- 2012–2014: Kontinentální hokejová liga (1. ligová úroveň v Rusku / mezinárodní soutěž)

Jednotlivé ročníky
Zdroj:
Legenda: ZČ - základní část, červené podbarvení - sestup, zelené podbarvení - postup, fialové podbarvení - reorganizace, změna skupiny či soutěže
| Rusko (2012 – 2014) |                        |           |            |                                                        |                   |
| Sezóny              | Soutěž                 | Úroveň    | ZČ         | Play-off, nadstavba, sk. o udržení...                  | Poznámky          |
| 2012/13             | KHL (Bobrovova divize) | 1. úroveň | 4. místo   | Osmifinále (prohra 0:4 na zápasy s CSKA Moskva)        | celkově 15. místo |
| 2013/14             | KHL (Bobrovova divize) | 1. úroveň | 2. místo   | Finále (prohra 3:4 na zápasy s Metallurg Magnitogorsk) | celkově 2. místo  |
| 2014/15             | KHL (Bobrovova divize) | 1. úroveň | Neodehráno | Neodehráno                                             | Neodehráno        |

## Realizační tým
| Sezona        | Kapitán                   | Trenéři | Soupisky |
| ------------- | ------------------------- | --- | -------- |
| KHL 2012/2013 | Zdeno Chára, Jiří Novotný | Josef Jandač, Jiří Kalous a Vitalij Karamnov později Václav Sýkora, Vitalij Karamnov a Rostislav Haas      |          |
| KHL 2013/2014 | Jiří Novotný              | Václav Sýkora, Ivano Zanatta a Jan Votruba později Kari Jalonen, Václav Sýkora, Ivano Zanatta a Kai Rautio |          |

## Poslední soupiska
- Aktualizace: 8. května 2014
- Zdroje: idnes.cz, hokej.cz, isport.blesk.cz, levpraha.cz

| Brankáři | Brankáři  | Brankáři            | Brankáři                    | Brankáři  | Brankáři                |
| #        | Národnost | Jméno               | Narozen                     | V týmu od | Bývalý tým              |
| -------- | --------- | ------------------- | --------------------------- | --------- | ----------------------- |
| 36       | Finsko    | Atte Engren         | 19. února 1988 (37 let)     | 2013      | TPS Turku               |
| 35       | Finsko    | Petri Vehanen       | 9. října 1977 (47 let)      | 2013      | Lukko Rauma             |
| 29       | Česko     | Jan Lukáš           | 2. června 1993 (32 let)     | 2013      | HC Olomouc              |
| Obránci  |           |                     |                             |           |                         |
| #        | Národnost | Jméno               | Narozen                     | V týmu od | Bývalý tým              |
| 3        | Finsko    | Topi Jaakola        | 15. listopadu 1983 (41 let) | 2013      | Amur Chabarovsk         |
| 66       | Slovensko | Juraj Mikuš         | 30. listopadu 1988 (36 let) | 2012      | Toronto Marlies         |
| 87       | Česko     | Jakub Nakládal      | 30. prosince 1987 (37 let)  | 2012      | HC Spartak Moskva       |
| 63       | Česko     | Ondřej Němec        | 18. dubna 1984 (41 let)     | 2012      | Severstal Čerepovec     |
| 74       | Kanada    | Nathan Oystrick (A) | 17. prosince 1982 (42 let)  | 2012      | Portland Pirates        |
| 24       | Kanada    | Ryan O'Byrne        | 19. července 1984 (41 let)  | 2013      | Toronto Maple Leafs     |
| 55       | Česko     | Martin Ševc         | 23. září 1981 (43 let)      | 2013      | Skellefteå AIK          |
| 5        | Kanada    | Marc-André Gragnani | 11. března 1987 (38 let)    | 2013      | Carolina Hurricanes     |
| 7        | Finsko    | Mikko Mäenpää       | 19. dubna 1983 (42 let)     | 2013      | Amur Chabarovsk         |
| Útočníci |           |                     |                             |           |                         |
| #        | Národnost | Jméno               | Narozen                     | V týmu od | Bývalý tým              |
| 15       | Kanada    | Justin Azevedo      | 1. dubna 1988 (37 let)      | 2013      | Lukko Rauma             |
| 16       | Česko     | Michal Birner       | 2. března 1986 (39 let)     | 2012      | TPS Turku               |
| 62       | Slovensko | Lukáš Cingeľ        | 10. června 1992 (33 let)    | 2012      | Baie-Comeau Drakkar     |
| 42       | Švédsko   | David Ullström      | 22. dubna 1989 (36 let)     | 2013      | Lokomotiv Jaroslavl     |
| 18       | Česko     | Tomáš Kubalík       | 1. května 1992 (33 let)     | 2013      | St. John's IceCaps      |
| 95       | Česko     | Jakub Matai         | 9. května 1993 (32 let)     | 2013      | HC Stadion Litoměřice   |
| 64       | Česko     | Jiří Sekáč          | 10. června 1992 (33 let)    | 2012      | HC Lev Poprad           |
| 12       | Česko     | Jiří Novotný (C)    | 12. srpna 1983 (41 let)     | 2012      | Barys Astana            |
| 90       | Česko     | Dominik Pacovský    | 8. června 1990 (35 let)     | 2013      | HC Sparta Praha         |
| 39       | Finsko    | Niko Kapanen (A)    | 29. dubna 1978 (47 let)     | 2013      | Ak Bars Kazaň           |
| 22       | Švédsko   | Calle Ridderwall    | 28. května 1988 (37 let)    | 2013      | DEG Metro Stars         |
| 26       | Česko     | Michal Řepík        | 31. prosince 1988 (36 let)  | 2012      | Florida Panthers        |
| 20       | Česko     | Petr Vrána          | 29. března 1985 (40 let)    | 2012      | Amur Chabarovsk         |
| 67       | Švédsko   | Martin Thörnberg    | 6. srpna 1983 (42 let)      | 2013      | Torpedo Nižnij Novgorod |
| 19       | Švédsko   | Patrik Zackrisson   | 27. března 1987 (38 let)    | 2013      | Linköpings HC           |

## Výběry draftu KHL
| Rok  | Kolo | Pořadí | Hráč             | Pozice | Národnost | Původní tým              |
| ---- | ---- | ------ | ---------------- | ------ | --------- | ------------------------ |
| 2012 | 1    | 31     | Tomáš Rachůnek   | Ú      | Česko     | HC Sparta Praha          |
| 2012 | 2    | 69     | Vojtěch Mozík    | O      | Česko     | BK Mladá Boleslav        |
| 2012 | 3    | 105    | Lukáš Žejdl      | Ú      | Česko     | HC Slavia Praha          |
| 2012 | 4    | 132    | Jan Košťálek     | O      | Česko     | HC Sparta Praha          |
| 2012 | 5    | 164    | Roman Will       | B      | Česko     | Moncton Wildcats         |
| 2013 | 2    | 48     | Rasmus Andersson | O      | Švédsko   | Malmö Redhawks           |
| 2013 | 3    | 84     | Karel Vejmelka   | B      | Česko     | SK Horácká Slavia Třebíč |
| 2013 | 4    | 105    | Tomáš Havlín     | O      | Česko     | Bílí Tygři Liberec       |
| 2013 | 4    | 122    | Samuel Ollender  | Ú      | Česko     | HC Vítkovice Steel       |
| 2013 | 5    | 153    | Josef Stříbrný   | Ú      | Česko     | HC Verva Litvínov        |
| 2014 | 2    | 83     | Filip Chlapík    | Ú      | Česko     | HC Stadion Litoměřice    |
| 2014 | 3    | 134    | Aleš Stezka      | B      | Česko     | Bílí Tygři Liberec       |
| 2014 | 4    | 162    | Lukáš Jašek      | Ú      | Česko     | Södertälje SK            |
| 2014 | 5    | 185    | Šimon Stránský   | Ú      | Česko     | HC Vítkovice Steel       |
| 2014 | 5    | 199    | Daniel Krenželok | O      | Česko     | HC Vítkovice Steel       |

## Galerie

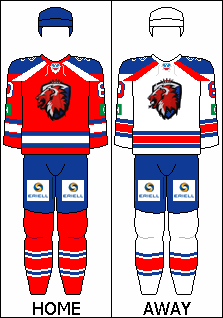
Dresy HC Lev Praha